# Grammatonotus macrophthalmus
Grammatonotus macrophthalmus är en fiskart som beskrevs av Katayama, Yamamoto och Yamakawa 1982. Grammatonotus macrophthalmus ingår i släktet Grammatonotus och familjen Callanthiidae. Inga underarter finns listade i Catalogue of Life.